# UEFAチャンピオンズリーグ 2014-15 決勝
UEFAチャンピオンズリーグ 2014-15 決勝は、UEFAチャンピオンズリーグ 2014-15の決勝戦であり、60回目のUEFAチャンピオンズリーグの決勝戦である。2015年6月6日にドイツ・ベルリンのオリンピアシュタディオンで行われ、バルセロナが4年ぶり5回目の優勝を果たした。
バルセロナはUEFAヨーロッパリーグ 2014-15王者と対戦する2015 UEFAスーパーカップの出場権の他、UEFAサッカー連盟を代表して、2015年12月に日本で開催される2015 FIFAクラブワールドカップの出場権を獲得した。

## 試合前

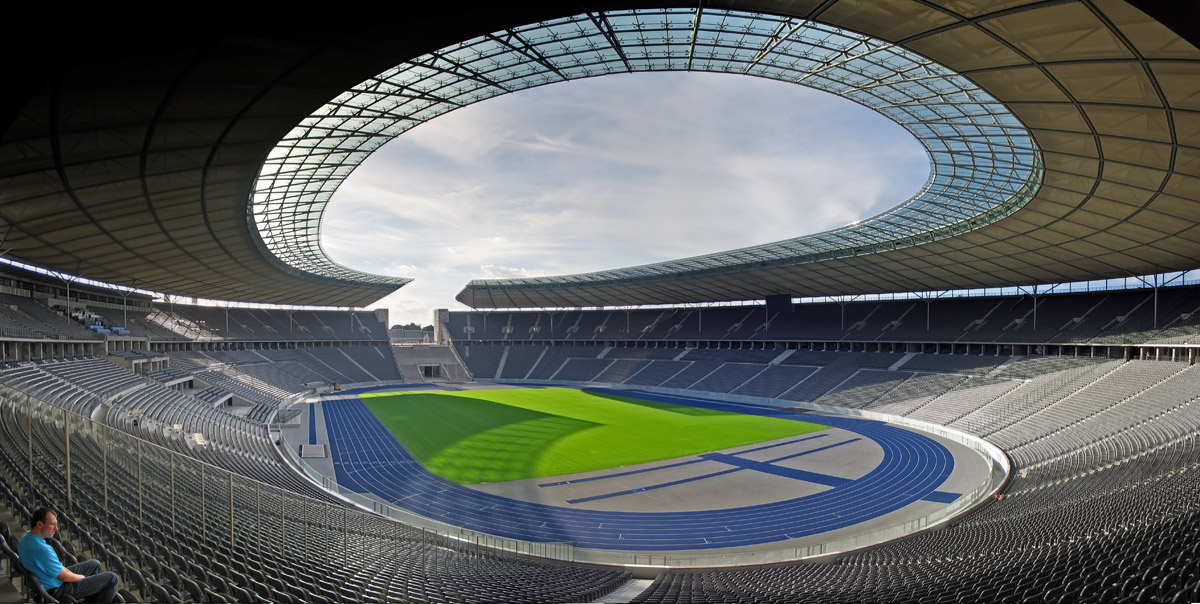
決勝戦の舞台であるベルリン・オリンピアシュタディオン

ユヴェントスとバルセロナの両チームにとって、UEFAチャンピオンズカップ時代を含め8回目のUEFAチャンピオンズリーグの決勝戦である。そのうちユヴェントスは2回優勝（1984-85、1995-96）し、バルセロナは4回優勝（1991-92、2005-06、2008-09、2010-11）している。
UEFAのコンペティションでの両チームの対戦（二試合制のみ）は、UEFAチャンピオンズカップ 1985-86準々決勝（バルセロナが二試合合計スコア2-1で勝利）、UEFAカップウィナーズカップ 1990-91準決勝（バルセロナが二試合合計スコア3-2で勝利）、UEFAチャンピオンズリーグ 2002-03準々決勝（ユヴェントスが二試合合計スコア3-2で勝利）の3回あり、バルセロナが2勝1敗と勝ち越している。
決勝進出が決まった両チームとも互いに国内リーグ戦とカップ戦でダブルを達成して、2009-10シーズンと同様にトレブルを懸けた対戦となった。また、バルセロナは既に2009年にトレブルを達成しているため、史上初の2度目のトレブルが懸かっていた。

### 試合会場
ベルリンのベルリン・オリンピアシュタディオンは、2013年5月23日にロンドンで開催されたUEFA理事会で決勝戦の会場に決定された。ベルリン・オリンピアシュタディオンは1936年に開催されたベルリンオリンピックのために開設された。1963年からヘルタ・ベルリンのホームスタジアムとして使用されているこのスタジアムは、1985年からはDFBポカール（ドイツ杯）決勝戦の会場としても使用されている。また、1974 FIFAワールドカップでは3試合の会場となり、2006 FIFAワールドカップでは決勝戦を含む6試合の会場になった。

### アンバサダー
ボルシア・ドルトムントで1996-97シーズンにチャンピオンズリーグ優勝を達成している元サッカードイツ代表のカール＝ハインツ・リードレが決勝戦の公式アンバサダーに任命された。

### チケット販売
スタジアムの収容人数70,500人のうち、46,000枚がファンに対して販売される。決勝に進んだ2チームのファンにそれぞれ2万枚ずつ割り当てられ、残りの6000枚が一般の観客を対象に販売される。この一般チケットが2015年3月5日から3月23日まで販売された。チケットの販売価格は以下のとおり。なお、残りの24,500枚は地元の組織委員会、UEFA、各国サッカー協会、スポンサー、放送業者等に割り当てられる。
| カテゴリー                 | 販売価格  |
| -------------------------- | --------- |
| カテゴリー1                | 390ユーロ |
| カテゴリー2                | 280ユーロ |
| カテゴリー3                | 160ユーロ |
| カテゴリー4                | 70ユーロ  |
| 車椅子席（カテゴリー4）    | 70ユーロ  |
| ファミリー席 (カテゴリー2) | 140ユーロ |

### 関連イベント
UEFAチャンピオンズ・フェスティバルが2015年6月4日から7日まで、ベルリンのブランデンブルク門周辺の通りで開催される。
UEFA女子チャンピオンズリーグ 2014-15の決勝戦は2015年5月14日に、ベルリンのフリードリヒ・ルートヴィヒ・ヤーン・スポーツパークで行われ、女子ブンデスリーガに所属する1.FFCフランクフルトが優勝した。

## 決勝戦までの道のり
註: 以下のすべての結果は、決勝戦進出2クラブの得点を前に表示している。
| チーム                   | 試 | 勝 | 分 | 敗 | 得 | 失 | 差  | 点 |
| ------------------------ | -- | -- | -- | -- | -- | -- | --- | -- |
| アトレティコ・マドリード | 6  | 4  | 1  | 1  | 14 | 3  | +11 | 13 |
| ユヴェントス             | 6  | 3  | 1  | 2  | 7  | 4  | +3  | 10 |
| オリンピアコス           | 6  | 3  | 0  | 3  | 10 | 13 | -3  | 9  |
| マルメFF                 | 6  | 1  | 0  | 5  | 4  | 15 | −11 | 3  |

| チーム               | 試 | 勝 | 分 | 敗 | 得 | 失 | 差  | 点 |
| -------------------- | -- | -- | -- | -- | -- | -- | --- | -- |
| バルセロナ           | 6  | 5  | 0  | 1  | 15 | 5  | +10 | 15 |
| パリ・サンジェルマン | 6  | 4  | 1  | 1  | 10 | 7  | +3  | 13 |
| アヤックス           | 6  | 1  | 2  | 3  | 8  | 10 | −2  | 5  |
| APOEL                | 6  | 0  | 1  | 5  | 1  | 12 | −11 | 1  |

## 試合

### 概要
| 2015年6月6日 20:45 CEST |

| ユヴェントス | 1 - 3    | バルセロナ                                           |
| モラタ 55分  | レポート | ラキティッチ 4分 · スアレス 68分 · ネイマール 90+7分 |

| ベルリン・オリンピアシュタディオン, ベルリン 観客数: 70,442人 主審: ジュネイト・チャクル |

| ユヴェントス | バルセロナ |

| GK                           | 1  | ジャンルイジ・ブッフォン       |      |      |
| RB                           | 26 | ステファン・リヒトシュタイナー |      |      |
| CB                           | 15 | アンドレア・バルザーリ         |      |      |
| CB                           | 19 | レオナルド・ボヌッチ           |      |      |
| LB                           | 33 | パトリス・エヴラ               |      | 89分 |
| CM                           | 8  | クラウディオ・マルキジオ       |      |      |
| DM                           | 21 | アンドレア・ピルロ             |      |      |
| CM                           | 6  | ポール・ポグバ                 | 41分 |      |
| AM                           | 23 | アルトゥーロ・ビダル           | 11分 | 79分 |
| CF                           | 10 | カルロス・テベス               |      |      |
| CF                           | 9  | アルバロ・モラタ               |      | 85分 |
| 控え                         |    |                                |      |      |
| GK                           | 30 | マルコ・ストラーリ             |      |      |
| DF                           | 5  | アンジェロ・オグボンナ         |      |      |
| MF                           | 20 | シモーネ・パドイン             |      |      |
| MF                           | 27 | ステファノ・ストゥラーロ       |      |      |
| MF                           | 37 | ロベルト・ペレイラ             |      | 79分 |
| FW                           | 11 | キングスレイ・コマン           |      | 89分 |
| FW                           | 14 | フェルナンド・ジョレンテ       |      | 85分 |
| 監督                         |    |                                |      |      |
| マッシミリアーノ・アッレグリ |    |                                |      |      |

| GK               | 1  | マルク＝アンドレ・テア・シュテーゲン |      |        |
| RB               | 22 | ダニエウ・アウヴェス                 |      |        |
| CB               | 3  | ジェラール・ピケ                     |      |        |
| CB               | 14 | ハビエル・マスチェラーノ             |      |        |
| LB               | 18 | ジョルディ・アルバ                   |      |        |
| DM               | 5  | セルヒオ・ブスケツ                   |      |        |
| CM               | 4  | イヴァン・ラキティッチ               |      | 90+1分 |
| CM               | 8  | アンドレス・イニエスタ               |      | 78分   |
| RW               | 10 | リオネル・メッシ                     |      |        |
| CF               | 9  | ルイス・スアレス                     | 70分 | 90+6分 |
| LW               | 11 | ネイマール                           |      |        |
| 控え             |    |                                      |      |        |
| GK               | 13 | クラウディオ・ブラーボ               |      |        |
| DF               | 15 | マルク・バルトラ                     |      |        |
| DF               | 21 | アドリアーノ                         |      |        |
| DF               | 24 | ジェレミー・マテュー                 |      | 90+1分 |
| MF               | 6  | シャビ・エルナンデス                 |      | 78分   |
| MF               | 12 | ラフィーニャ                         |      |        |
| FW               | 7  | ペドロ・ロドリゲス                   |      | 90+6分 |
| 監督             |    |                                      |      |        |
| ルイス・エンリケ |    |                                      |      |        |

| UEFA選出マン・オブ・ザ・マッチ アンドレス・イニエスタ（バルセロナ） 副審: バハティン・ドゥラン タリク・オングン 第4審判: ヨナス・エリクソン 追加副審: セイン・ゲジェク バリシュ・シムシェク 副審控え: ムスタファ・エムレ・エイソイ | 試合ルール - 試合時間は90分。 - 90分終了後同点の場合、30分の延長戦が行われる。 - 120分終了後同点の場合、PK戦で勝敗が決定される。 - 控えは7名。 - 最大3人まで交代可能。 |

### チーム別データ
|                | ユヴェントス | バルセロナ |
| -------------- | ------------ | ---------- |
| 得点           | 0            | 1          |
| シュート       | 5            | 8          |
| 枠内シュート   | 1            | 4          |
| GKセーブ       | 3            | 1          |
| ボール支配率   | 34%          | 66%        |
| コーナーキック | 3            | 3          |
| ファール       | 15           | 4          |
| オフサイド     | 0            | 0          |
| イエローカード | 2            | 0          |
| レッドカード   | 0            | 0          |

|                | ユヴェントス | バルセロナ |
| -------------- | ------------ | ---------- |
| 得点           | 1            | 2          |
| シュート       | 9            | 10         |
| 枠内シュート   | 5            | 4          |
| GKセーブ       | 2            | 4          |
| ボール支配率   | 44%          | 56%        |
| コーナーキック | 5            | 3          |
| ファール       | 9            | 8          |
| オフサイド     | 1            | 0          |
| イエローカード | 0            | 1          |
| レッドカード   | 0            | 0          |

|                | ユヴェントス | バルセロナ |
| -------------- | ------------ | ---------- |
| 得点           | 1            | 3          |
| シュート       | 14           | 18         |
| 枠内シュート   | 6            | 8          |
| GKセーブ       | 5            | 5          |
| ボール支配率   | 39%          | 61%        |
| コーナーキック | 8            | 6          |
| ファール       | 24           | 12         |
| オフサイド     | 1            | 0          |
| イエローカード | 2            | 1          |
| レッドカード   | 0            | 0          |

## 試合後
バルセロナは欧州クラブ史上初の2度目のトレブルを達成した。また、バルセロナは5度目の優勝を達成したが、これはレアル・マドリード、ACミラン、リヴァプールFC、バイエルン・ミュンヘンについで5チーム目の記録となった。ルイス・エンリケは選手・監督通じて初のビッグイヤー獲得とともにジョゼップ・グアルディオラ以来の就任1年目でのトレブル達成となった。この試合のMOMとなったイニエスタは2010年のW杯決勝、2012年のユーロ決勝と今回のCL決勝を含めた3つの国際大会の決勝でMOMに選ばれた史上初の選手となった。ネイマールは2011年に南米王者になったことから、欧州と南米の両方の大陸王者になった史上8人目の選手となった。
一方でユヴェントスは6度目の準優勝となり、SLベンフィカ、バイエルン・ミュンヘンを抜いて単独1位の記録となった。パトリス・エヴラはチャンピオンズリーグ決勝で4度敗れた史上初の選手となった。過去に敗れた決勝は2004年(ASモナコ)、2009年と2011年(マンチェスター・ユナイテッド)である。

## 日本におけるテレビ中継
- フジテレビ系列

＜ベルリン・オリンピアン・シュタディオン＞
- - 実況:青嶋達也、解説:藤田俊哉

＜東京･フジテレビ＞
- - 進行役:ジョン・カビラ、永島優美、解説:清水秀彦
- 日本テレビ系列（ハイライトによる録画放送）
  - 実況:鈴木健、解説:都並敏史